# Katedra św. Marcina w Eisenstadt
Katedra św. Marcina w Eisenstadt (niem. Dom St. Martin (Eisenstadt)) – główna świątynia diecezji Eisenstadt w Austrii. Mieści się przy Sankt Rochusstrasse.
Jest to miejski kościół parafialny pod wezwaniem świętego Marcina.
Katedra wznosi się na miejscu kaplicy, która była po raz pierwszy wspomniana w dokumencie z 1264 r., o której mówiło się "capella Sancti Martini". Fundatorem i budowniczym kościoła, który dziś można podziwiać, był Hans Siebenhirter, który był właścicielem miasta Eisenstadt od 1463 roku. 
W 1495 r. zostało ukończone sklepienie nawy głównej. Czterokondygnacyjna wieża po północnej stronie frontu, nakryta czterospadowym dachem z flankami, została zbudowana w roku 1520. Południowa wieża nigdy nie została zbudowana. Pożar w roku 1589 spowodował zawalenie się nawy głównej. Ta została odrestaurowana dopiero w latach 1628/1629. Sklepienie chóru zostało odnowione w 1904 r. w ramach prac regotyzacyjnych. Okrągłe okna zostały zastąpione przez okna z ostro zakończonymi łukami, przystrojone witrażami.
Krypta umieszczona pod prezbiterium zachowała się do roku 1716. Została ona zbudowana pod grobem proboszcza parafii, Matthiasa Marckhla, i służy jako krypta biskupia od 1962. Kaplica rodzinna zawiera dawny obraz z ołtarza bocznego "Maryja Zwycięska", który został namalowany w 1747 r. przez Michaela Angelo Unterbergera.
Obok kościoła nie ma już cmentarza, który od dawna nie był już używany. W 1804 r. kostnica, pochodząca z roku 1501, została rozebrana. W 1952 r. kościół przeszedł ogólny remont zarówno wewnątrz jak i na zewnątrz.
W latach 2002/2003 katedra została jeszcze raz odrestaurowana, wnętrze zostało odnowione. Nowoczesne wyposażenie zostało zaprojektowane przez artystkę Brigitte Kowanz.